# Henri de Nassau-Dillenbourg (1550-1574)
Pour les articles homonymes, voir Henri de Nassau-Dillenbourg.
Henri de Nassau, comte de Nassau-Dillenbourg, (Dillenburg 15 octobre 1550 — Mook 14 avril 1574) était le douzième et dernier enfant de Guillaume de Nassau et de Juliana de Stolberg et le plus jeune frère de Guillaume Ier d'Orange-Nassau.
Élevé dans la foi luthérienne, il étudia à Louvain et Strasbourg. Avec ses frères, Guillaume et Louis, il prit part à la bataille de Moncontour (3 octobre 1569) dans l'armée de l'amiral de Coligny. À l'âge de 23 ans, il est tué avec Louis lors de la bataille de Mook.